# Diana Pantchenko
Diana Vitaliïvna Pantchenko (en ukrainien : Діана Віталіївна Панченко), née le 21 mai 1988 à Mykolaïv, est une journaliste et présentatrice de télévision ukrainienne, connue pour ses positions favorables à la Russie.
Elle fuit l'Ukraine quelques mois après le début de l'invasion russe, pour rejoindre la Russie. À partir de janvier 2023, elle est recherchée par le Service de sécurité d'Ukraine (SBU), puis accusée de trahison en octobre 2023.

## Biographie

### Jeunesse et carrière professionnelle
Diana Vitaliïvna Pantchenko naît le 21 mai 1988 à Mykolaïv, dans le sud de l'Ukraine,,. En 2010, elle est diplômée de l'Institut polytechnique de Kiev avec un diplôme en « publication et édition », avant de réaliser des études de droit à l'université nationale Taras-Chevtchenko de Kiev en 2018. 
Elle commence à travailler pour Gazeta.ua en 2010, puis pour la chaîne de télévision locale Kyiv TV jusqu'en 2015,. Elle devient ensuite animatrice chez NewsOne,, média sous le contrôle de l'oligarque et home politique prorusse Viktor Medvedtchouk. Elle y présente plusieurs émissions. Diana Pantchenko travaille aussi pour d'autres médias, comme 112 Ukraine ou ZIK, appartenant eux aussi à Medvedtchouk.
En 2020, elle reçoit le titre de « Journaliste de l'année » dans le cadre du programme ukrainien « Personne de l'année 2020 ».
En 2020 et 2021, Diana Pantchenko diffuse fréquemment ses positions prorusses à la télévision ukrainienne. Après l'interdiction de NewsOne fin février 2021,, elle rejoint le nouveau média qui prend sa suite, The First Independent TV Channel. Cette chaîne est fermée une heure après son lancement. La diffusion en direct de la chaîne n'est en revanche pas bloquée par le média YouTube.

### Durant l'invasion de l'Ukraine par la Russie
À la suite de l'invasion russe de l'Ukraine, débutée le 24 février 2022, Diana Pantchenko change initialement de discours en condamnant l'invasion, mais recommence après quelques mois, en octobre 2022, à relayer la propagande russe,. Elle affirme que l’Ukraine a provoqué la Russie et l'a entraînée dans une guerre à grande échelle. Elle reprend également les accusations de nazisme à l'encontre des autorités ukrainiennes, point récurrent de la propagande du Kremlin, leur impute toutes les conséquences de la guerre et compare le choix du président ukrainien Volodymyr Zelensky comme personnalité de l'année par le magazine Time à l'attribution de cet honneur à Hitler et Staline. Elle affirme que de l'aide occidentale a été volée. Diana Pantchenko justifie également l'occupation russe des territoires ukrainiens, notamment Marioupol et promeut le discours de Vladimir Poutine. Elle incite les Ukrainiens à refuser de combattre, à abandonner la résistance et à se rendre. Elle se présente cependant comme une « patriote ukrainienne voulant le meilleur pour son pays ». 
Diana Pantchenko réalise des reportages dans les régions occupées à la fin de l'année 2022, notamment dans la ville de Marioupol, détruite au printemps 2022, « dans lequel, selon les enquêteurs, sont utilisés des récits de propagande de l'ennemi ». Elle ne retourne pas en Ukraine après avoir réalisé ses reportages et fuit en Russie, avant, selon Reporters sans frontières, de s'installer à Dubaï, lieu d'où elle poursuit sa diffusion de contenu prorusse. En juillet 2023, elle mène un entretien avec Alexandre Loukachenko, le président biélorusse, dans lequel celui-ci affirme, à propos de la guerre en cours qu'« on peut encore l'arrêter et à l'époque, on aurait pu l'éviter ». Elle n'est pas revenue en Ukraine depuis son départ du pays, étant visée par plusieurs enquêtes. 
Elle diffuse la propagande de la Russie via des réseaux de chaînes Telegram pro-Kremlin et sur sa chaîne YouTube, qui compte plus d'1,8 million d'abonnés en septembre 2024. Selon Reporters sans frontières, qui cite Social Blade, celle-ci lui rapporterait de 8 000 à 130 000 dollars par mois. En mai 2024, Diana Pantchenko crée un compte sur X, sur lequel elle publie le même type de contenu. Elle commence également à poster en anglais, ce que le site uacrisis.org interprète comme un « alignement sur les projets du Kremlin d’interférer de façon récurrente dans la politique étrangère, en diffusant des discours anti-ukrainiens ».
Sa personnalité est « utilisée par le Kremlin pour s’adresser au public ukrainien ». Les informations vraies qu'elle diffuse sont entrecoupées de théories du complot et de désinformation prorusse. Selon le site uacrisis.org, elle fait usage de son apparence physique séduisante, notamment en recourant aux plans rapprochés lors du montage, pour attirer un public plus jeune et réaliser une « manipulation par l'attrait visuel plutôt que par l'exactitude factuelle ». Le site rapproche cette pratique de celles ayant court dans le milieu du journalisme occidental avant le mouvement MeToo, avec la mise en avant  de femmes uniquement pour leur apparence physique.

## Poursuites judiciaires
Le 4 janvier 2023, le Service de sécurité de l'Ukraine (SBU) ouvre, sur une proposition du juriste ukrainien Iaroslav Iourtchychyne, une enquête criminelle préliminaire à l'encontre Pantchenko en raison de son voyage à Donetsk et Marioupol, dans les régions occupées par la Russie pour tourner, selon le SBU, des « reportages de propagande »,. Des sanctions économiques personnelles lui sont imposées le 15 janvier par décret présidentiel. Le 24 janvier, elle est informée des poursuites lancées contre elle par le SBU en vertu de l'article 436-2 du Code pénal ukrainien. Il lui est reproché la « production et la diffusion, y compris de manière répétée et par le biais des médias, de documents justifiant l'agression armée de la fédération de Russie contre l'Ukraine ».
En octobre 2023, elle est inculpée pour « trahison » et activement recherchée par les autorités ukrainiennes. Elle risque la prison à perpétuité.

## Vie privée
En 2021, elle aurait eu, selon Obozrevatel, une relation avec le député ukrainien pro-russe Illia Kiva. Des « rencontres intimes » auraient eu lieu dans un hôtel de Kyiv.